# Chelsea (Dakota du Sud)
Pour les articles homonymes, voir Chelsea.
Chelsea est une municipalité américaine située dans le comté de Faulk, dans l'État du Dakota du Sud.
Fondée en 1907, la localité doit son nom au quartier londonien de Chelsea.

## Démographie
Selon le recensement de 2010, Chelsea compte 27 habitants. La municipalité s'étend sur 0,32 milles carrés (0,83 km2).
| 1920 | 1930 | 1940 | 1950 | 1960 | 1970 |
| ---- | ---- | ---- | ---- | ---- | ---- |
| 110  | 84   | 51   | 41   | 53   | 45   |

| 1980 | 1990 | 2000 | 2010 | - | - |
| ---- | ---- | ---- | ---- | - | - |
| 41   | 33   | 33   | 27   | - | - |